# Partisan (TV-serie)
Partisan är ett svenskt kriminaldrama från 2020. Serien, som är regisserad av Amir Chamdin och skapad tillsammans med Fares Fares, består av fem avsnitt och hade premiär 20 augusti på Viaplay. Partisan är producerad av Warner Bros. Sverige och blev under sitt premiärdygn den mest sedda originalserien på Viaplay.
Medverkade skådespelare i Partisan är bland andra Fares Fares, Johan Rheborg, Anna Björk, Sofia Karemyr och Ylvali Rurling m.fl.
Serien följer Johnny (spelad av Fares Fares) som tar ett nytt jobb i de idylliska omgivningarna i Jordnära, ett inhägnat samhälle som driver en framgångsrik ekologisk gård. Men han inser snabbt att deras regler och rutiner är något oortodoxa.
Den 14 oktober 2020 vann Partisan priset för Bästa serie i Cannes International Series Festival, en internationell festival för TV-serier. Paristan har premiär i Portugal den 14 november 2023 på RTP2.